# Вишња Корбар
Вишња Корбар (Крапина, 21. јануар 1942 — Загреб, 31. март 2022) била је југословенска и хрватска певачица.

## Биографија
Била је интерпретаторка забавних и шлагер песама, џеза, шансона и попа. Сваки жанр који је певала својим топлим алтом звучао је прелепо. Ипак, упркос свему наведеном није важила за комерцијалну певачицу. Рођена је у Крапини, 1942. године. Још у средњошколским данима, весела Загорка показивала је музички таленат. На престижном такмичењу младих певача 1960. године, у загребачком храму забаве Варијетеу, на такмичењу Први пљесак побеђује и скреће пажњу на себе импресивним вокалом. Следе и први снимци у Радио Загребу, а потом се представља на свим значајнијим југословенским фестивалима. 

## Каријера
Врхунац популарности достигла је 60-тих и 70-тих година 20. века. 1966. године певала је у чувеној париској Олимпији где су јој нудили наставак каријере у Француској. Ипак, није хтела напустити Загреб. Угледни музичар, Миљенко Прохаска 1970. године на фестивалу у Опатији, закључио је како је Вишња Корбар једна од ретких певачица која може отпевати све: и шлагер и шансону, и загорску и кајкавску песму, па све до онога што граничи са џезом. Тада је у алтернацији са Зденком Ковачичек певала његову песму Због једне давне мелодије. Последње године живота провела је у дому за старије и немоћне особе у Загребу. Умрла је 31. марта 2022. године у Загребу.

## Фестивали
Опатија:
- Једном кад одем (алтернација са Терезом Кесовијом) / Гледам те (алтернација са Ђорђем Марјановићем), '62
- Круг (алтернација са Тихомиром Петровићем), '68
- Због једне давне мелодије (алтернација са Зденком Ковачичек), прва награда стручног жирија, '70

Ваш шлагер сезоне, Сарајево:
- Хиљаде година, '69

Сплит:
- Легенда о Миљенку и Добрили, '64
- Бонаца / Пјаца (дует са Вице Вуковим), '65
- Моје злато мило, '72

Загреб:
- Као плави дим, '54
- Паркови, '55
- То је мој плес, '56
- Жути цвијет, '58
- Мештровићев зденац, '60
- К'о црне руже цвијет, '62
- За нашу љубав то је крај / Нетко иде / Ми нисмо истина, '66
- Човјек кога требам, '67
- Суботње вече (алтернација са Џимијем Станићем) / Били смо сретни, '68
- На тргу испод сата, '69
- Љубав за љубав, '71
- Балада о сиромаху, '72
- Кажи ми, '74
- Обична прича, '83

Мелодије Истре и Кварнера:
- Пјесма кормилара / Плави твист, друга награда публике / Срећа је ту (дует са Тонијем Кљаковићем), награда за џез и забавну музику Ритам из Новог Сада за најведрију мелодију, '64
- Кад зора море позлати / Једног љета, награда Загребачке ревије Студио, '65
- Сувенир (дует са Тонијем Кљаковићем), друга награда публике, '65
- Већ је вријеме (дует са Звонком Шпишићем) / Пролазе лађе, '66
- Врати се морнару / Ти, буро наша (дует са Тонијем Кљаковићем), '67
- Ходи Паве, навигат (дует са Тонијем Кљаковићем) / Моја мат, '68

Крапина:
- Дојди, '66
- Танцај, танцај, '68
- При веселој Загорки, '71
- Дојди, дојди, добро дошел, '72
- Шала била, шала бу, '75
- Гда мислим о нама, '76
- Под облаком, '77
- Врни се, врни, '78
- Далке / То смо ми, '80
- Навек бум те чекала, '81
- Зорја моја, зорјица, '82
- Протулетје, '83
- Как врагу на реп стати, '84
- Суседска љубав, '85
- Францек мота иза плота, '86
- Ватрогасец, '87
- Реч домаћа, '88
- За љубав ти фала, '89
- Се је как негдар, '90
- Имала сам лепог дечка, '92
- Млада пуца од 800 лет, '93
- Над брегом отидем з мужиком (са Лампашима), '95
- Нигдар ти нисем стигла речи, '96
- Лојтрица, '97
- Кај бу рекел хороскоп, 2002
- Сење једне младости, 2007
- Још се ради имамо, 2008
- Ја нашла си бум млајшега, 2009

Југословенски избор за Евросонг:
- Један дан, Сарајево '72

Карневал фест, Цавтат:
- Машкарице моја, '74

Славонија, Славонска Пожега:
- Славонски крај, '69
- Ни ме стра, '71
- Играм, играм све до зоре, '74
- Два се момка за ме отимају, '75
- Јабуке су опет зреле, '77
- Комушање, '78
- Кад смо синоћ ишли из Нашица, '79
- Коси баја отавицу, '80
- Шлингераји, штафираји, '81

Скопље:
- Момчето од моите сништа, '71
- Запрете возови, '74

Звуци Паноније, Осијек:
- Пјесма за равнице, '83

Пјесме Подравине и Подравља, Питомача:
- Там гдје шуми река Драва, '94
- Там далеко, '95